# Cyphonistes arrowi
Cyphonistes arrowi är en skalbaggsart som beskrevs av Heinrich Bernward Prell 1912. Cyphonistes arrowi ingår i släktet Cyphonistes och familjen Dynastidae. Inga underarter finns listade i Catalogue of Life.